# Kławdija Kudriaszowa
Kławdija Kuźminiczna Kudriaszowa (ros. Клавдия Кузьминична Кудряшова; ur. 13 grudnia 1925, zm. 16 czerwca 2012) – radziecka śpiewaczka (mezzosopran), Ludowy Artysta ZSRR.

## Życiorys
W 1952 ukończyłа Konserwatorium Moskiewskie, w latach 1952-1960 była solistką Mińskiego, a od 1960 Permskiego Teatru Opery i Baletu. 

## Nagrody i odznaczenia
- Ludowy Artysta ZSRR (1970)